# 올림픽 나이지리아 선수단
올림픽 나이지리아 선수단은 나이지리아 대표로 올림픽에 참가하는 선수단이다. 나이지리아는 1952년 처음으로 올림픽에 참가했으며 그 이후로 보이콧된 1976년 하계 올림픽을 제외하고 모든 하계 올림픽에 선수단을 파견해 왔다. 나이지리아는 2018년 동계 올림픽에 참가하여 봅슬레이와 스켈레톤 여자 선수 자격을 획득했다.
나이지리아 선수들은 주로 육상과 복싱에서 총 27개의 메달을 획득했다. 축구 국가대표팀은 1996년에 금메달을 획득했다. 2008년에는 안토니오 페티그루가 경기력 향상 약물을 사용했다고 고백한 후 미국 4×400m 계주 팀의 메달을 박탈하기로 국제 올림픽 위원회(IOC)가 결정한 후, 라이벌 팀인 나이지리아가 금메달을 받게 됐다. 나이지리아는 또한 1992년 하계 올림픽 태권도 헤비급 부문에서 메달을 획득했다. 이것은 단지 시범 스포츠였기 때문에 엠마누엘 오그네조보(Emmanuel Oghenejobo)의 은메달은 공식적인 승리로 간주되지 않았다.
나이지리아 올림픽 위원회(나이지리아 국가 올림픽 위원회)는 1951년에 창설되었다.

## 같이 보기
- 분류:나이지리아의 올림픽 참가 선수